# Ceratozamia becerrae
Ceratozamia becerrae es una especie de planta de la familia Zamiaceae. Es endémica de México. Está amenazado por la pérdida de hábitat.

## Fuente
- Donaldson, J.S. 2003.  Ceratozamia becerrae.   2006 IUCN Lista Roja de la UICN de Especies Amenazadas. Descargado el 21 de agosto de 2007.
- Haynes J.L 2011 World List of Cycads: A Historical Review